# Synasellus lafonensis
Synasellus lafonensis är en kräftdjursart som beskrevs av Pedro Ivo Soares Braga 1959. Synasellus lafonensis ingår i släktet Synasellus och familjen sötvattensgråsuggor. Inga underarter finns listade i Catalogue of Life.